# مارگاریتا یاخونتووا
مارگاریتا یاخونتووا (ارمنی: Մարգարիտա Յախոնտովա؛  ۲ ژوئیهٔ ۱۹۳۵ – ۳۰ ژوئیهٔ ۲۰۱۴) یک تئاترشناس اهل ارمنستان بود. وی بین سال‌های - تا - میلادی فعالیت می‌کرد.

## زندگی‌نامه
وی در ۲ ژوئیهٔ ۱۹۳۵ در سنت پترزبورگ به دنیا آمد و از دانشگاه دولتی سنت پترزبورگ (۱۹۵۶) فارغ‌التحصیل شد. گراکان ترت، گولوس آرمنیا، کومسومولتس، تئاتر روسی استانیسلاوسکی ایروان تئاتر نمایشی هراچیا غاپلانیان وی همچنین برندهٔ جوایزی همچون چهره هنری شایسته جمهوری ارمنستان شده است. وی در ۳۰ ژوئیهٔ ۲۰۱۴ در سن ۷۹ سالگی در ایروان درگذشت.